# Ruth Johansson
Ruth Johansson (26 de mayo de 1933 – 10 de julio de 1997) fue una modelo y actriz cinematográfica finlandesa.

## Biografía
Nacida en Lübeck, Alemania, en sus comienzos trabajó como modelo, pasando después al cine. Entre sus películas figuran títulos como Pekka Puupää kesälaitumilla (1953), cinta en la que actuó junto a Olavi Virta, y Seine Tochter ist der Peter (1955). Johansson, de 20 años, y Virta, de 38 y casado, iniciaron una relación sentimental que duraría dos años.
Ruth Johansson falleció en el Municipio de Kristianstad, en Suecia, en 1997. Había estado casada con el director de orquesta y compositor sueco Egon Kjerrman.